# 小行星1631
小行星1631（1631 Kopff）是一颗围绕太阳公转的小行星。1936年10月11日，爾約·維薩拉在图尔库发现了此天体。
該小行星以德國天文學家奧古斯特·科普夫命名。
这颗小行星的绝对星等为314.68613等。